# ایهور پاولیوک
ایهور پاولیوک (انگلیسی: Ihor Pavlyuk؛ زادهٔ ۱ ژانویهٔ ۱۹۶۷) زبان‌شناس، شاعر، روزنامه‌نگار، مترجم، و نویسنده اهل اتحاد جماهیر شوروی سوسیالیستی است.